# 鼠尾睡鼠属
鼠尾睡鼠属（学名：Myomimus）啮齿目睡鼠科林睡鼠亚科下的一属，包括以下3种：
- 画面睡鼠（Myomimus personatus）
- 鼠尾睡鼠（Myomimus roachi）
- 塞氏睡鼠（Myomimus setzeri）